# Les Magny
Les Magny is een gemeente in het Franse departement Haute-Saône (regio Bourgogne-Franche-Comté) en telt 131 inwoners (2011). De plaats maakt deel uit van het arrondissement Lure.

## Geografie
De oppervlakte van Les Magny bedraagt 11,4 km², de bevolkingsdichtheid is 11,5 inwoners per km².
De onderstaande kaart toont de ligging van Les Magny met de belangrijkste infrastructuur en aangrenzende gemeenten.

## Demografie
Onderstaande figuur toont het verloop van het inwonertal (bron: INSEE-tellingen).